# CF Ciudad de Murcia
A Ciudad de Murcia, teljes nevén Club de Fútbol Ciudad de Murcia egy spanyol labdarúgócsapat. A klubot 1999-ben alapította a Real Murcia CF egy korábbi játékosa, Quique Pina. A klub 2007-ben Granada városába költözött, a klub neve Granada 74 CF lett. A klub legjobb eredménye a másodosztálybeli szereplés volt.

## Ismertebb játékosok
| - Fabricio Simone - Martín Bernacchia - Rolando Zárate - Damián Timpani - Juan Manuel Viale - Carlos Galván - Cristian Díaz - Gerardo Rivero - Esteban D´Assero - Luciano Becchio - Turu Flores - Javier Liendo - Alexandre - Thiago Schumacher - David Eto'o - Bleriot Heuyot - Daniel Ngom Kome - Juan Pablo Ubeda - Carlos Córdoba - Romain Ferrier - Carlos Torres - João Pinto | - Marco Almeida - Leo Lerinc - Slaviša Jokanović - Héctor Font - Javier Camuñas - Roberto Cuevas - Ibán Espadas - Daniel Güiza - Mikel Lasa - Mikel Labaka - Dani Bautista - José Juan Luque - Raúl Medina - Ayoze Díaz - Xabi Jiménez - Rubén Torrecilla - Roberto Merino - Henok Goitom - Ludovic Assemoassa - Jonay Hernández - Miku |

## Külső hivatkozások
- (spanyolul) Hivatalos weboldal